# Joy Corning
Joy Corning (Bridgewater, Iowa, 1932. november 7. – Des Moines, Iowa, 2017. május 20.) amerikai politikus, Iowa kormányzóhelyettese (1991–1993).

## Élete
Az Észak-Iowai Egyetemen szerzett diplomát. A Republikánus Párt színeiben kezdett politizálni. 1991 és 1999 között Iowa kormányzóhelyettese volt. 1998-ban versenybe szállt a kormányzói posztért, de pénzügyi okok miatt visszalépett.